# Always Got Tonight
Always Got Tonight – ósmy studyjny a dziesiąty w ogóle album amerykańskiego piosenkarza Chrisa Isaaka. Wydany w roku 2002 nakładem Wea/Warner Bros. Records.

## Lista utworów
Wszystkie piosenki zostały skomponowane przez Chrisa Isaaka; wyjątki zostały zaznaczone.
1. "One Day" - 4:19
2. "Let Me Down Easy" - 4:08
3. "Worked It Out Wrong" - 3:47
4. "Courthouse" - 3:20
5. "Life Will Go On" - 3:06
6. "Always Got Tonight" - 3:50
7. "Cool Love" (Isaak, John Shanks) - 3:45
8. "Notice The Ring" - 3:47
9. "I See You Everywhere" - 3:22
10. "American Boy" - 2:50
11. "Somebody To Love" - 2:35
12. "Nothing To Say" - 4:41